# 亚广联歌唱大赛
亚广联歌唱大赛（简称亚歌赛）是亚太广播联盟负责主办的歌曲比賽，亚广联也同时举办亞洲广播电视歌会（英語：ABU Song Festivals）。

## 亞洲歌曲大賽时期
自《歐洲歌唱大賽》開始舉辦以來，該比賽一直是同類型比賽中規模最大者之一。2008年，歐洲廣播聯盟和亞廣聯商讨合办《亞洲歌曲大賽》（英語：The Asia-Pacific Song Contest），并在新加坡开设制作公司负责承办大賽，2010年宣布停止策划。

## 亞廣聯音樂節
亞洲广播电视歌会（又名亞廣聯音樂節）于2012至2019年间举办，首届广播电视歌会于KBS電視台音樂廳举行。

### 历年广播歌会举办国
- 2012年： （韩国放送公社举办）
- 2014年： 斯里蘭卡（斯里兰卡广播公司举办）
- 2015年： 緬甸（缅甸广播电视台举办）
- 2016年： 中国（中央人民广播电台举办）
- 2018年： （哈萨克斯坦广播电视公司举办）

### 历年电视歌会举办国
- 2012年： （韩国放送公社举办）
- 2013年： 越南（越南电视台举办）
- 2014年： 澳門（澳广视举办）
- 2015年： 土耳其（土耳其广播电视公司举办）
- 2016年： 印度尼西亞（印度尼西亚共和国电视台举办）
- 2017年： 中国（四川广播电视台举办）
- 2018年：
- 2019年： 日本（日本放送协会举办）
- 2020、2021年：网上举行
- 2022年： 印度（全印电视台举办）
- 2023年： （韩国放送公社举办）
- 2024年： 土耳其（土耳其广播电视公司舉辦）

## 亚广联歌唱大赛
2018年，亚广联宣布首届亚广联歌唱大赛于2019年在中华人民共和国山东省青岛市举行，由青岛市政府和青岛市广播电视台承办。2019年5月，山东广播电视台加入承办方。2019年7月，亚广联宣布首届亚歌赛改于2020年4月16至18日举行，山东卫视将对比赛进行直播。
受疫情影响，中华人民共和国政府于2020年3月28日起暂停外国国籍人士入境，比赛有可能延迟或取消，亚广联尚未发布任何有关本次比赛的后续消息。